# RON Górzno
RON Górzno – Radiofoniczny Ośrodek Nadawczy w Górznie.

## Parametry
- Wysokość posadowienia podpory anteny: 149 m n.p.m.
- Wysokość zawieszenia systemów antenowych radiowych: 54 m n.p.t.

## Transmitowane programy

### Programy radiowe
| LP | Program                   | Nadawca            | Częstotliwość | Moc nadawania (ERP) | RDS |
| -- | ------------------------- | ------------------ | ------------- | ------------------- | --- |
| 1  | Katolickie Radio Podlasie | Diecezja Siedlecka | 106 MHz       | 1 kW                | +   |